# NuGet
NuGet (произносится как «New Get») (изначальное название «NuPack») — это бесплатный пакетный менеджер с открытым исходным кодом, служащий для .NET и .NET Core механизмом совместного использования кода, поддерживаемым Microsoft. Он определяет, как создаются, размещаются и используются пакеты для .NET, а также предоставляет средства для каждой из этих ролей.

## Подробнее
Пакет NuGet представляет собой отдельный ZIP-файл с расширением .nupkg, содержащий скомпилированный код и другие файлы, связанные с этим кодом, а также описательный манифест, включающий такие сведения, как номер версии пакета. Разработчики, у которых есть код, к которому нужно предоставить общий доступ, создают пакеты и публикуют их на закрытых или открытых узлах. Потребители получают эти пакеты из соответствующих узлов, добавляют их в свои проекты, а затем вызывают функции пакета в коде своего проекта. При этом NuGet сам обрабатывает все промежуточные данные.